# McKellar (Mondkrater)
McKellar ist ein kleiner Einschlagkrater auf der Mondrückseite.
Der Krater liegt südöstlich des riesigen Krates Korolev, ungefähr auf halbem Wegen zwischen den Kratern Doppler und De Vries.
Der Kraterrand ist schwach erodiert mit einem kleinen Einschlagkrater am nordwestlichen Rand. Der Kraterboden ist relativ eben, es finden sich aber Ausläufer des vom nordöstlich gelegenen Kraters Crookes ausgehenden Strahlensystems.
McKellar hat vier Nebenkrater:
| Buchstabe | Position            | Durchmesser | Link |
| --------- | ------------------- | ----------- | ---- |
| B         | 13,06° S, 169,17° W | 16 km       |      |
| S         | 15,97° S, 173,3° W  | 21 km       |      |
| T         | 15,14° S, 173,02° W | 40 km       |      |
| U         | 13,77° S, 174,76° W | 40 km       |      |

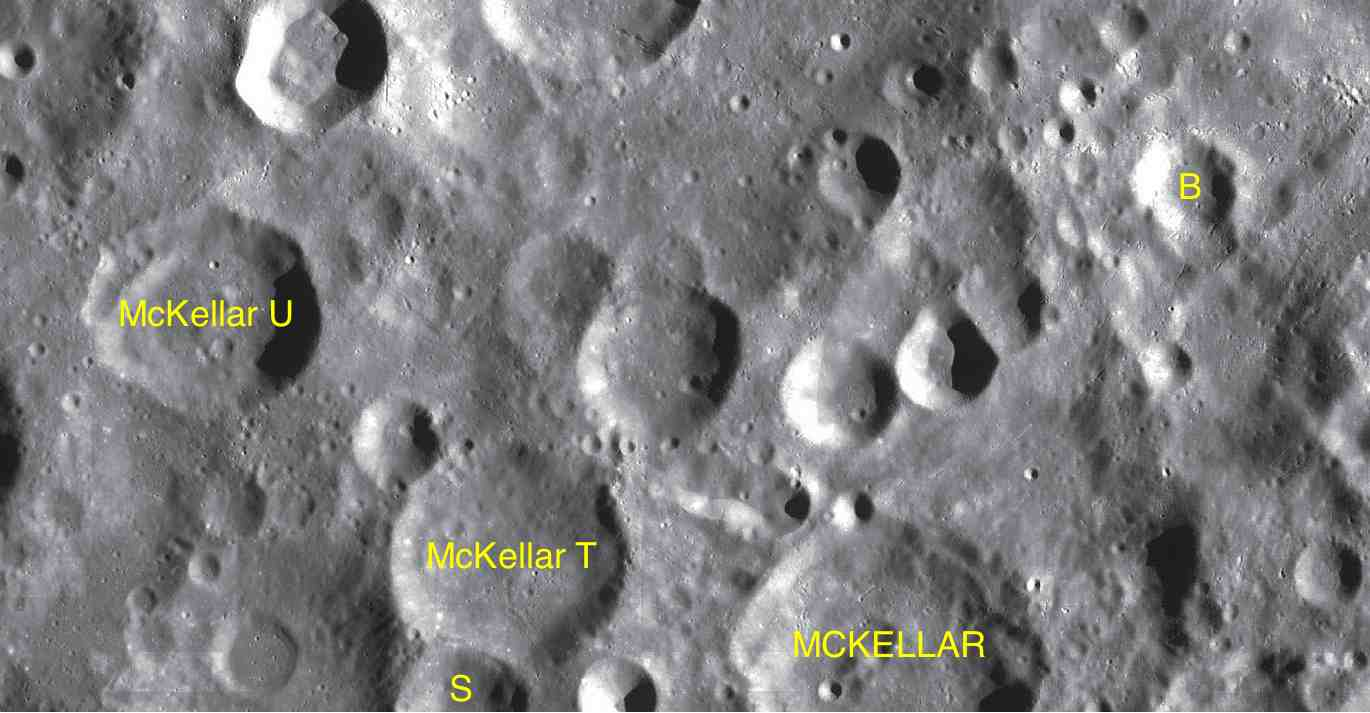
McKellar mit seinen Nebenkratern

Der Krater wurde 1970 von der IAU offiziell nach dem kanadischen Astronomen Andrew McKellar benannt.